# Guayaquil City Fútbol Club Femenino
El Guayaquil City femenino es la rama femenina del club de fútbol ecuatoriano del mismo nombre, radicado en la ciudad de Guayaquil. Milita actualmente en la Súperliga Femenina de Ecuador, en donde participó por primera vez en 2019, obteniendo un buen rendimiento en primera categoría profesional del futbol femenino.
La rama femenina fue creada en 2018 para la participación como miembro fundador del primer torneo oficial, conocido como Súperliga Femenina de Ecuador, máxima categoría del fútbol femenino profesional en Ecuador. Es organizada por la Federación Ecuatoriana de Fútbol, desde aquel torneo ha sido un constante participante a tal punto de ser la tercera fuerza de la ciudad y de la región.
Sus rivales tradicionales son Barcelona y Emelec con quienes disputa la rivalidad por compartir en sus duelos femeninos.

## Estadio
El Estadio Christian Benítez, de propiedad estatal, es el estadio donde juega de local Guayaquil City. Fue inaugurado el 20 de febrero de 2014 y posee una capacidad de 10 152 personas reglamentariamente. Se encuentra ubicado en el Parque Samanes de la ciudad de Guayaquil, en la Av. Paseo del Parque.
Como estadio alternativo para los partidos de local se utiliza el Estadio Modelo Alberto Spencer ubicado en la ciudad de Guayaquil, el cual es propiedad de la Federación Deportiva de Guayas, y en el que ejercen como local clubes de Serie B y Segunda Categoría.

## Datos del club
- Temporadas en Súperliga Femenina de Ecuador: 4 (2019-2022)
- Debut en Súperliga Femenina de Ecuador:
- Mejor puesto en la liga: 11 2020

## Palmarés

### Torneos nacionales
- Primera División (0):

### Torneos internacionales
- Copa Libertadores de América Femenina   (0): Sin participaciones